# Alice Ilgenfritz Jones
Alice Ilgenfritz Jones (Sugarcreek, Ohio, 9 de gener de 1846 - L'Havana, Cuba, 5 de març de 1906) fou una escriptora estatunidenca que va publicar diverses novel·les. La més cèlebre va ser Descobrint un món paral·lel: un romanç, novel·la de ciència-ficció de caràcter feminista publicada el 1893, conjuntament amb Ella Robinson Merchant i signat amb el pseudònim col·lectiu Two Women of the West (Dues dones d'Occident).
Al llarg de la seva carrera també va publicar d'altres obres, també sota pseudònim: signant com Ferris Jerome: High-Water-Mark (1879) o, amb el seu nom autèntic, Beatrice de Bayou Têche (1895) i El Cavaller de Sant Dionís (The Chevalier de Saint Denis, 1900). També va escriure relats curts de ficció i obres d'assaig de viatges.
Va contraure matrimoni amb Hiram Edward Jones, un comerciant de mobles de Cedar Rapids (comtat de Linn, Iowa) el 1884. Va morir a Cuba mentre s'hi trobava de vacances i és enterrada al cementiri d'Oak Hill, al mateix municipi.